# 讷雷昂沃
讷雷昂沃（法語：Neurey-en-Vaux，法語發音：[nœʁɛ ɑ̃ vo]）是法国上索恩省的一个市镇，属于沃苏勒区。

## 地理
讷雷昂沃（47°44'48"N, 6°12'17"E）面积5.27 平方千米，位于法国勃艮第-弗朗什-孔泰大區上索恩省，该省份为法国东部内陆省份，北起顺时针与孚日省、贝尔福地区省、杜省、汝拉省、科多尔省和上马恩省接壤。
与讷雷昂沃接壤的市镇（或旧市镇、城区）包括：拉维勒迪约-昂丰特内特、弗拉日、勒瓦勒圣埃卢瓦、瓦罗涅、拉维勒讷沃-贝勒努瓦和拉迈兹、维洛里。
讷雷昂沃的时区为UTC+01:00、UTC+02:00（夏令时）。

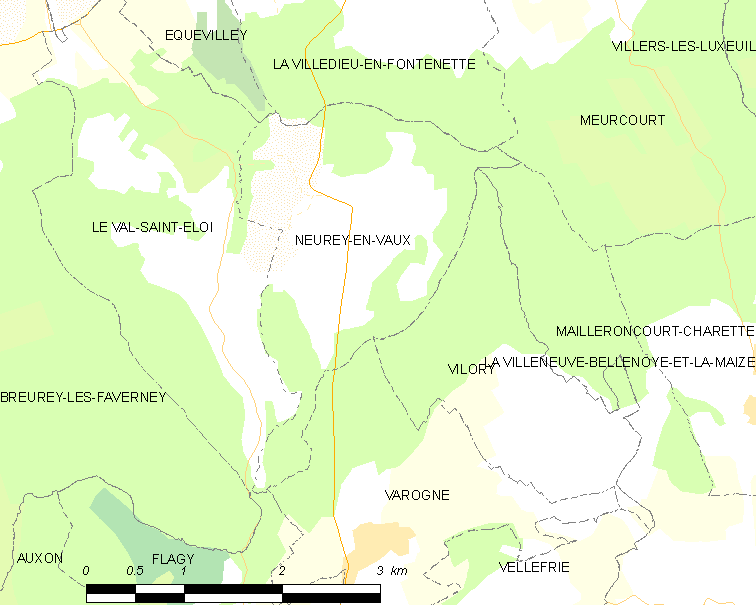
讷雷昂沃的OSM定位图

## 行政
讷雷昂沃的邮政编码为70160，INSEE市镇编码为70380。

## 政治
讷雷昂沃所属的省级选区为瑟穆斯河畔圣卢县。

## 人口

1962-2008年间讷雷昂沃人口变化图示

讷雷昂沃于2022年1月1日时的人口数量为139人。